# Pianoconcert (Adès)
Thomas Adès voltooide zijn enige (gegevens 2023) Pianoconcert  in 2018. Wel had hij twintig jaar eerder een kort werkje voor piano en kamerensemble geschreven onder de titel Concerto conciso. 

## Geschiedenis
Het werk vloeit voort uit de samenwerking tussen componist, pianist Kirill Gerstein (partner in een pianoduo met de componist) en het Boston Symphony Orchestra. De pianist en het symfonieorkest gaven opdracht tot het werk. Die samenwerking voert terug op het seizoen 2012/2013, waarin de combinatie werkte naar de uitvoering van In seven days, een soortement pianoconcert aldus de componist. Adès, Gerstein en het Bso gaven vervolgens de wereldpremière van het pianoconcert op 7 maart 2018 in de Symphony Hall te Boston. De componist omschreef het als zijn “fatsoenlijk pianoconcert” dat min of meer verwees naar de klassieke concerto’s. Zo heeft het een driedelige opzet, traditionele tempo-aanduidingen en een gangbare orkestratie. Afwijkend zijn de dissonanten, erupties en chromatiek.
De Nederlandse première was weggelegd voor wederom Adres en Gerstein, maar dan met het Koninklijk Concertgebouworkest en wel op 8 december 2022. Het was een uitgesteld concert, oorspronkelijke gepland in 2020, maar uitgesteld vanwege de coronapandemie. Dat orkest had al eerder werken van Adès uitgevoerd waaronder zijn Totentanz. Neil van der Linden omschreef het op Basia con fuco als een belangrijk alternatief voor de klassieke pianoconcerten en hoopte dat in de toekomst deelnemers aan de Koningin Elisabethwedstrijden zich er eens in vast zullen bijten. Jenny Camilleri van de Volkskrant omschreef het als een combinatie van Sergej Rachmaninov en George Gershwin. Het concert werd na haar première over de gehele wereld uitgevoerd, niet alleen door Gerstein, maar ook door derden.

## Indeling
Het concert heeft een driedelige opzet in de variant snel-langzaam-snel:
1. Allegramente (maatslag 112)
2. Andante gravemente (66 maantslag)
3. Allegro giocoso (120 maatslag)

In deel 1 verweeft de componist twee thema’s (vergelijkbaar aan de sonatevorm), die ook nog eens terugkomen in de cadens. Ook deel 2 heeft twee melodielijnen, maar dan in een veel trager tempo; het deel eindigt in een coda. Deel 3 is het virtuoze slotstuk, waarin een gravedeel is verstopt en dat eveneens eindigt in een coda. Het werk neem ongeveer 22 minuten in beslag. Diverse (Amerikaanse) recensenten becommentarieerden het werk als positief.

## Orkestratie
- solopiano
- 3 dwarsfluiten (III tevens piccolo en altfluit), 3 hobo’s (III ook althobo), 3 klarinetten (III ook basklarinet), 3 fagotten (III ook contrafagot)
- 4 hoorns, 2 trompetten, 3 trombones, 1 tuba
- pauken; 3 percussie
- violen, altviolen, celli, contrabassen.

Het werk werd tijdens of rond de première vastgelegd voor uitgave op Compact disc van Deutsche Grammophon (maart 2019). 